# Mudan Ling
Mudan Ling är en bergskedja i Kina. Den ligger i provinsen Jilin, i den nordöstra delen av landet, omkring 250 kilometer öster om provinshuvudstaden Changchun.
Genomsnittlig årsnederbörd är 1 106 millimeter. Den regnigaste månaden är juli, med i genomsnitt 251 mm nederbörd, och den torraste är januari, med 8 mm nederbörd.